# Sveinn Hákonarson

División de Noruega tras la batalla de Svolder según la saga Heimskringla.

Sveinn Hákonarson (966-1016) fue un caudillo vikingo y jarl de Lade de la casa de Hlaðir, corregente de Noruega desde 1000 hasta 1015. Era hijo del jarl Håkon Sigurdsson. La primera mención histórica sobre su figura tiene relación con la batalla de Hjörungavágr, donde la saga Heimskringla cita que comandaba 60 drakkars. Tras la batalla de Svolder en el año 1000, Sveinn se convirtió en corregente con su hermanastro, Eiríkr Hákonarson. Cuando Eiríkr partió a la conquista de Inglaterra en 1014, Sveinn compartió el poder con Håkon Eiriksson. Entre 1014 y 1016, Olaf II el Santo llegó a Noruega y reclamó el trono, derrotó a Sveinn y sus aliados en la batalla de Nesjar. Sveinn escapó a Suecia con la intención de reunir una fuerza militar para recuperar Noruega, pero murió de una enfermedad antes de poder regresar. 
Sveinn casó con Hólmfríðr, que era hija o hermana del rey sueco Olaf Skötkonung. Tuvieron una hija llamada Sigríðr (c. 997-1062), que se casó con Áslákr, hijo del rey rugio Erling Skjalgsson. Otra hija, Gunnhildr (c. 1012-1060), esposó a Svend II de Dinamarca.
Un escaldo, Bersi Skáldtorfuson, está vinculado con la corte de Sveinn aunque muy poco de su obra ha sobrevivido hasta hoy.
Las fuentes escritas sobre Sveinn se escribieron 150 años más tarde de su muerte. Según el historiador sueco Staffan Hellberg, en 1972 proclamó que podía demostrar que Sveinn era un personaje de ficción, que nunca existió. El debate sobre los personajes de las sagas nórdicas del siglo XII y XIII sobre acontecimientos anteriores, es un ejemplo de escepticismo, sobre todo entre historiadores suecos, por lo que las conclusiones de Hellberg no dejan de ser especulaciones.